# Brak
Jusqu'au XIXe siècle, Brak, également orthographié Brack ou Braque, était le titre porté par les souverains du royaume du Waalo et de l'île de Biffeche au Sénégal.

## Étymologie
Le mot brak pourrait être dérivé de l'arabe et signifier « haut », ou viendrait de baraka (bénédiction divine). Une autre explicationrattache le terme au nom de Barka Mbodj, le premier brak après Njaajaan Njaay. Une troisième source fait dériver le mot du wolof barag, de même sens.

## Histoire
Le roi du Waalo portait le titre de Brack, il résidait dans  sa capitale qui était d'abord Ndiourbel, au nord du fleuve Sénégal, puis Nder, sur la rive occidentale du lac de Guiers.
Le prince héritier s'appelait Kaddj, il était le seigneur du royaume de Biffeche, dont la capitale était Maka, une localité située sur le fleuve à proximité de Saint-Louis.
Les braks du Waalo étaient choisis au sein de trois grandes familles, les Dyoos (Diouss, Joos...), les Teedyeck et les Logar.
Il semble que le brak du Waalo avait réussi à mettre en place une forme locale de démocratie traditionnelle[réf. nécessaire].
Ces souverains se présentaient comme des descendants du légendaire premier brak du Waalo et du Djolof, Nijaajan Nijaay.

## Liste de braks du Waalo
La liste proposée ici est issue des travaux de l'historien Boubacar Barry. Ces travaux sont eux-mêmes basés sur plusieurs listes traditionnelles, rapportées tant par les colons européens que par des personnalités woloffes. Le nom des souverains et des lignages respecte l'orthographe adoptée dans son ouvrage.
| Dates de règne         | Nom                        | lignée matrilinéaire | Commentaire                                                       |
| 1358? - 1367?          | Barka Mbodj                | Non concerné         | Demi-frère de Ndyaadyan Ndyaay - fondateur de la lignée           |
| 1367? - 1376?          | Tyaak Mbar                 | Loggar               | Fils du précédent                                                 |
| 1376? - 1385?          | Amadou Faaduma             | Loggar               | -                                                                 |
| 1446? - 1457?          | Tany Yaasin                | Teedyekk             | Premiers contacts avec les Européens, des navigateurs portugais   |
| 1457? - 1475?          | Yérim Mbanyik Ndoy Demba   | Dyoos                | -                                                                 |
| 1475? - 1484?          | Tyukli Mbodj               | Loggar               | -                                                                 |
| 1484? - 1493?          | Naatago Tany               | Loggar               | -                                                                 |
| 1493? - 1502?          | Fara Yêrim                 | Teedyekk             | -                                                                 |
| 1502? - 1511?          | Mbay Yêrim                 | Teedyekk             | -                                                                 |
| 1511? - 1520?          | Dembaane Yêrim             | Teedyekk             | -                                                                 |
| 1520? - 1529?          | Ndyak Kumba Sam Dyakekh    | Loggar               | -                                                                 |
| 1529? - 1538?          | Fara Khet                  | Loggar               | -                                                                 |
| 1538? - 1547?          | Ndyak Kumba Gi Tyi Ngeloga | Loggar               | -                                                                 |
| 1547? - 1556?          | Ndyak Kumba Nan Sangô      | Loggar               | Bataille de Danki - fin de l'empire du grand Djoloff              |
| 1556? - 1565?          | Ndyak Ko Ndyay Mbanyik     | Loggar               | -                                                                 |
| 1565? - 1574?          | Mbany Nataago              | Loggar               | -                                                                 |
| 1574? - 1583?          | Ma Modje Ndiak             | Loggar               | -                                                                 |
| 1583? - 1592?          | Yêrim Mbanyk               | Loggar               | 17 ans de règne selon la tradition orale                          |
| 1592? - 1601?          | Yêrim Kodê                 | Loggar               | -                                                                 |
| 1601? - 1610?          | Fara Tako                  | Loggar               | -                                                                 |
| 1610? - 1619?          | Fara Penda Têg Rel         | Teedyekk             | -                                                                 |
| 1619? - 1628?          | Tyaka Daaro Khot           | Loggar               | 7 ans de règne selon la tradition orale                           |
| 1628? - 1637?          | Natago Fara Dyak           | Loggar               | 5 ans de règne selon la tradition orale                           |
| 1637? - 1646?          | Nataago Yêrim              | Loggar               | Première installation fixe des Français à l'embouchure du Sénégal |
| 1646? - 1655?          | Fara Penda Dyeng           | Loggar               | -                                                                 |
| 1654 - 1665            | Tany Fara Ndyak            | Loggar               | Fondation de Saint-Louis                                          |
| 1665 - 1673            | Fara Kumba                 | Dyoos                | -                                                                 |
| ? - ?                  | Yêrim Kodé                 | ?                    | Uniquement connu par une source écrite européenne                 |
| 1676 - 1679            | Fara koy Dyôp              | Dyoos                | -                                                                 |
| 1679 - 1683            | Fara Penda Langan Dyam     | Loggar               | -                                                                 |
| 1683 - ?               | Fara Ko Ndaama             | Dyoos                | -                                                                 |
| ? - ?                  | Fara Aysa Nabêw            | Teedyekk             | Dates de règnes incertaines                                       |
| ? - ?                  | Nataago Xari Daaro         | Dyoos                | Dates de règnes incertaines - probablement dix ans de règne       |
| 1685? - 1716           | Bër Tyaaka                 | Loggar               | Dates de règnes incertaines                                       |
| 1716 - 1732            | Yêrim Mbanyik Aram Bakar   | Teedyekk             | -                                                                 |
| 1732 - 1757            | Ndyak Aram Bakar           | Teedyekk             | Mort en 1757                                                      |
| 1757 - 1767            | Nataago Aram               | Teedyekk             | -                                                                 |
| 1767 - 1768            | Yêrim Ndaté MBubu          | Teedyekk             | -                                                                 |
| 1768 - 1768            | Mö Mbody Kumba Khedy       | Dyoos                | Assassiné lors de son intronisation                               |
| 1768 - 1770            | Yerim Mbanyk Anta Diop     | Teedyekk             | -                                                                 |
| 1770 - 1771            | Yêrim Kodé Fara Bunê       | Dyoos                | -                                                                 |
| 1771 - 1782            | Ndyak Khuri                | Loggar               | -                                                                 |
| 1775 - 1776            | Mabodje Koumba             | Dyoos                | -                                                                 |
| 1782 - 1795            | Fara Penda Têg Rella       | Loggar               | -                                                                 |
| 1795 - 1805            | Ndyak Kumba Khuri Yay      | Teedyekk             | -                                                                 |
| 1805 - 1810            | Sayoodo Yaasin Mbodj       | Dyoos                | -                                                                 |
| 1810 - 1816            | Kuli Mbaaba                | Teedyekk             | -                                                                 |
| 1816 - 1825            | Amar Fatim Borso Mbodj     | Dyoos                | Signe le traité de Ndiaw en 1819                                  |
| 1825 - déc. 1827       | Yêrim Mbanyk Têg Rella     | Teedyekk             | -                                                                 |
| déc. 1827 - 1830       | Fara Penda Adam Sal        | Teedyekk             | Premier règne                                                     |
| 7 juillet 1830 - 1832  | Kherfi Xari Daaro          | Dyoos                | Premier règne                                                     |
| 1832 - 1833            | Fara Penda Adam Sal        | Teedyekk             | Deuxième règne                                                    |
| 21 juillet 1833 - 1835 | Kherfi Xari Daaro          | Dyoos                | Deuxième règne                                                    |
| 1835 - 30 oct. 1840    | Fara Penda Adam Sal        | Teedyekk             | Troisième règne                                                   |
| nov. 1840 - févr. 1855 | Mö Mbody Malik             | Loggar               | Dernier souverain du Waalo                                        |